# Place de la République (Paris)

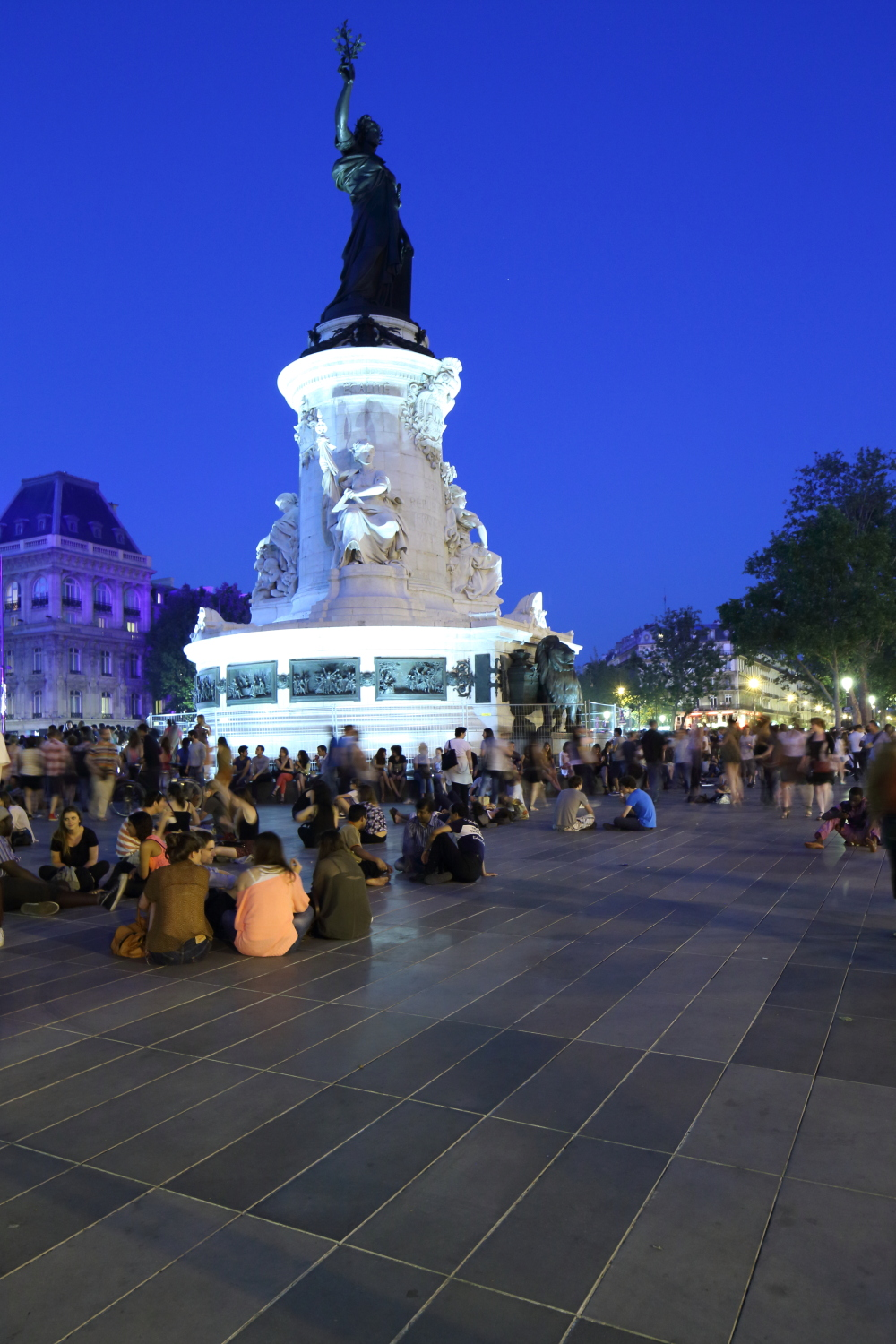
Praça após a renovação.

A Place de la République (Praça da República) é uma praça pública situada em Paris (França), entre os arrondissements 3,10 e 11, medindo 3,4 hectares, nomeada em homenagem à Terceira República Francesa desde 1879. Antes a praça chamava-se Place du Château-d'Eau. A Praça marca o entroncamento de diversas artérias importantes da capital, além de ser um nó importante de transporte público.
A praça é uma das mais emblemáticas da cidade, e serve constantemente de palco para manifestações populares, culturais e políticas, em função de seu nome, e ao símbolo com a qual está associada, sobretudo de manifestações promovidas por sindicatos, associações e organizações políticas de esquerda. A praça foi totalmente reformada e revitalizada entre 2010-2013, e atualmente é acessível exclusivamente à pedestres e ciclistas.

## História

### Idade Média e Idade Moderna

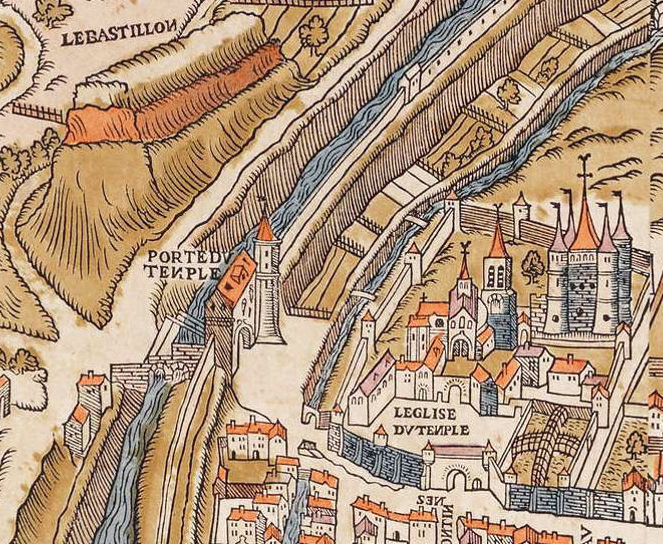
O antigo fosso que circulava a cidade, a Porta do templo, e a sede da Ordem dos templários, com sua igreja e torreão, em 1550.

A praça ocupa hoje o espaço onde havia, desde o século XII, uma porta de saída da cidade de Paris, na ocasião muito menor em superfície. A porta chamava-se Porta do Templo, pois situava-se em frente da sede da Ordem dos Templários, um complexo que incluía uma igreja, um torreão, um estábulo, e alojamentos para abrigar os monge-soldados templários. O lugar servia também de depósito do tesouro real francês. Após a dissolução da ordem, e o uso da sede para outros fins, o seu torreão ainda manteve-se de pé no local durante muitos séculos. Entretanto, depois da Revolução Francesa, Bonaparte ordenou em 1808 a sua demolição, temendo que o local poderia tornar-se um lugar de peregrinação de monarquistas. Entretanto a localidade continuou a ser conhecida como Temple, existindo até hoje no local a Rue du Temple, que é uma das mais velhas de Paris.

### Idade Contemporânea

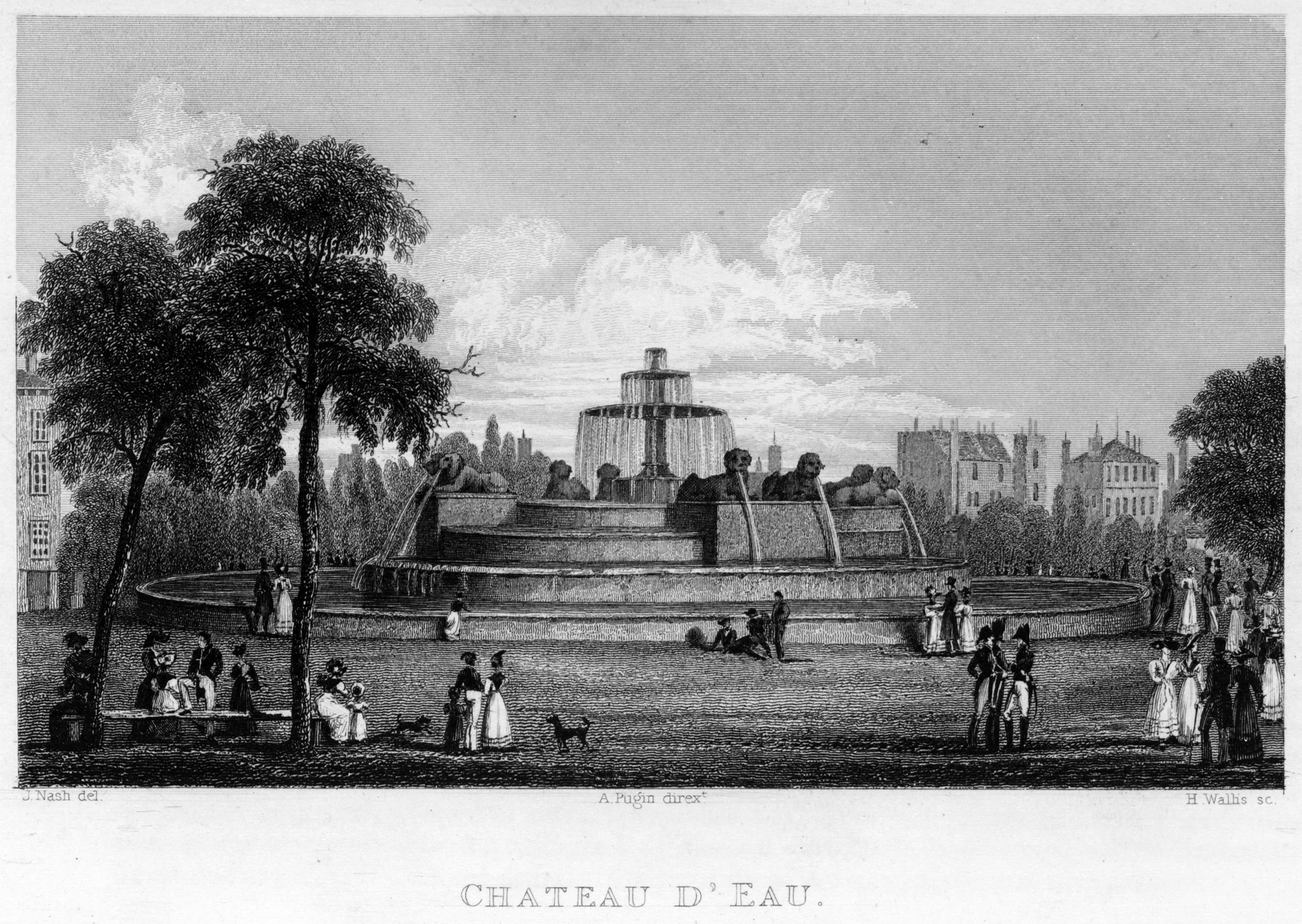
Fonte dos Leões, na Place du Château d'eau, 1831.

O terreno lberado pelo complexo dos templários torna-se o entroncamento de diversos boulevards. Em 1811, o ato simbólico que deu início à praça, foi a instalação de uma fonte no meio deste entrocamento. A fonte, chamada de Fontaine du Château d'eau, servia como ilha de trânsito em forma de rotatória. O Largo passa a ser conhecido como Place du Château d'eau.

A fonte foi projetada pelo arquiteto Pierre-Simon Girard. Tratava-se de uma fonte ornada por leões em bronze fundido, realizados na usina de Creusot, o que na época era considerado uma façanha. Além de sua função urbanística-decorativa, a fonte servia também como fonte de água para os moradores das localidades circunvizinhas. A fonte embeleza o bairro, abastecendo-o de água, e começa a atrair uma atividade imobiliária no local. A esplanada do Château d'eau torna-se um lugar cada vez mais frequentado, sofrendo um movimento acelerado de urbanização. O Boulevard duTemple torna-se um endereço festivo e popular, área dos teatros de Paris, inclusive do Théâtre-Lyrique, fundado por Alexandre Dumas em 1847. 

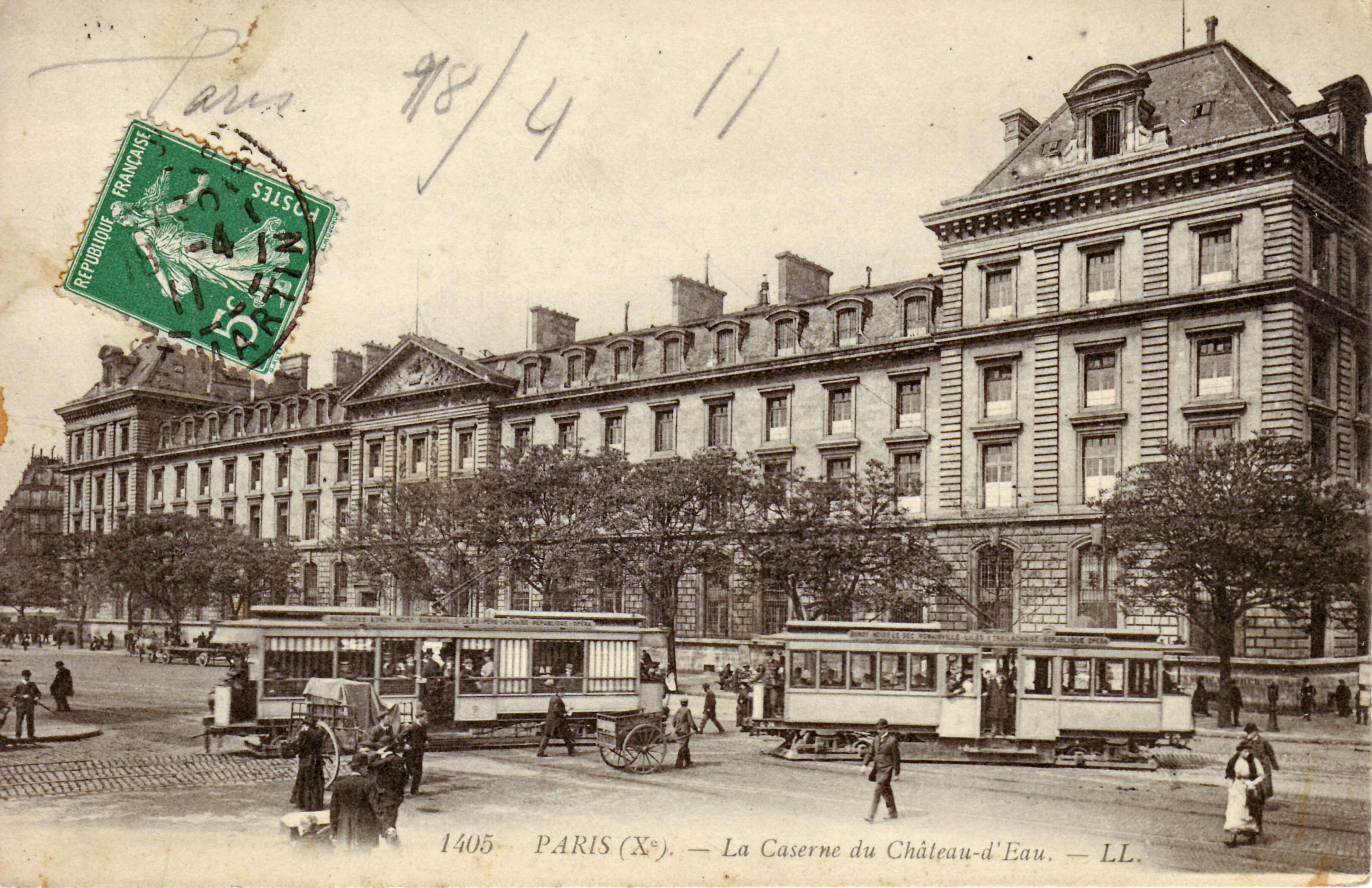
Caserna do Château d'eau, presente até hoje no local.

Uma caserna foi construída nos bordos da praça em 1854, prevista para 3 200 homens, chamada de Caserne du Château d'Eau, e depois de Caserne Jean-Vérines. Ela foi construída para centralizar as tropas que antes encontravam-se dispersadas por diversos locais da cidade (Desde 1947 é ocupada pela Guarda Republicana). A caserna passou a contribuir para a fisionomia da praça de maneira durável, restando ainda no local.

#### Reformas do Barão Haussmann
Alguns anos mais tarde, no contexto das reformas urbanísticas de Paris durante o segundo império, a administração do Barão Haussmann planeja para o local a construção de uma grande praça em torno de um dispositivo viário, englobando o largo do Château d'eau e as áreas adjacentes. O decreto para sua realização é assinado em 1865. A antiga fonte dos leões é desmontada em 1867 durante os trabalhos de construção da praça, e remontada posteriormente em La Villete, no norte de Paris, para servir de decoração e também de bebedouro para os bovinos à espera de serem sacrificados no abatedouro que ali existia. A fonte encontra-se até hoje em La Villete. No seu local original foi inaugurada uma segunda fonte, ainda maior, com os mesmos motivos de leões, entretanto.

Prédio dos magasins réunis, representado na publicidade de um circo americano, demonstrando a vocação popular do bairro no século XIX.

Foram projetados ainda, no lado direito da caserna, uma grande loja de departamentos (da rede Magasins réunis,originária de Nancy). Trata-se de um prédio homogêneo à Caserna, projetado para ser uma espécie de "ancestral" da Galeria Lafayette, que tinha a pretensão de trazer para o leste da cidade um pouco do luxo do seu lado oeste. Porém, caso o projeto da galeria comercial não funcionasse, o prédio poderia ser facilmente convertido em edifício residencial. Tratou-se de uma decisão acertada, pois pouco depois da inauguração o estabelecimento abriu falência, em virtude da vocação predominantemente popular do bairro. Assim como o prédio da caserna, o prédio do Magasins réunis torna-se desde então parte da paisagem local até nossos dias.
O projeto do barão previa ainda a construção de uma casa de ópera popular, chamado de Orphéon, no lado oeste da praça, grande o suficiente para rivalizar com a Ópera de Garnier. Entretanto, o ambicioso projeto arquitetural foi imediatamente contestado em sua utilidade, e não ultrapassou jamais do estágio de estudos.

#### A Terceira República

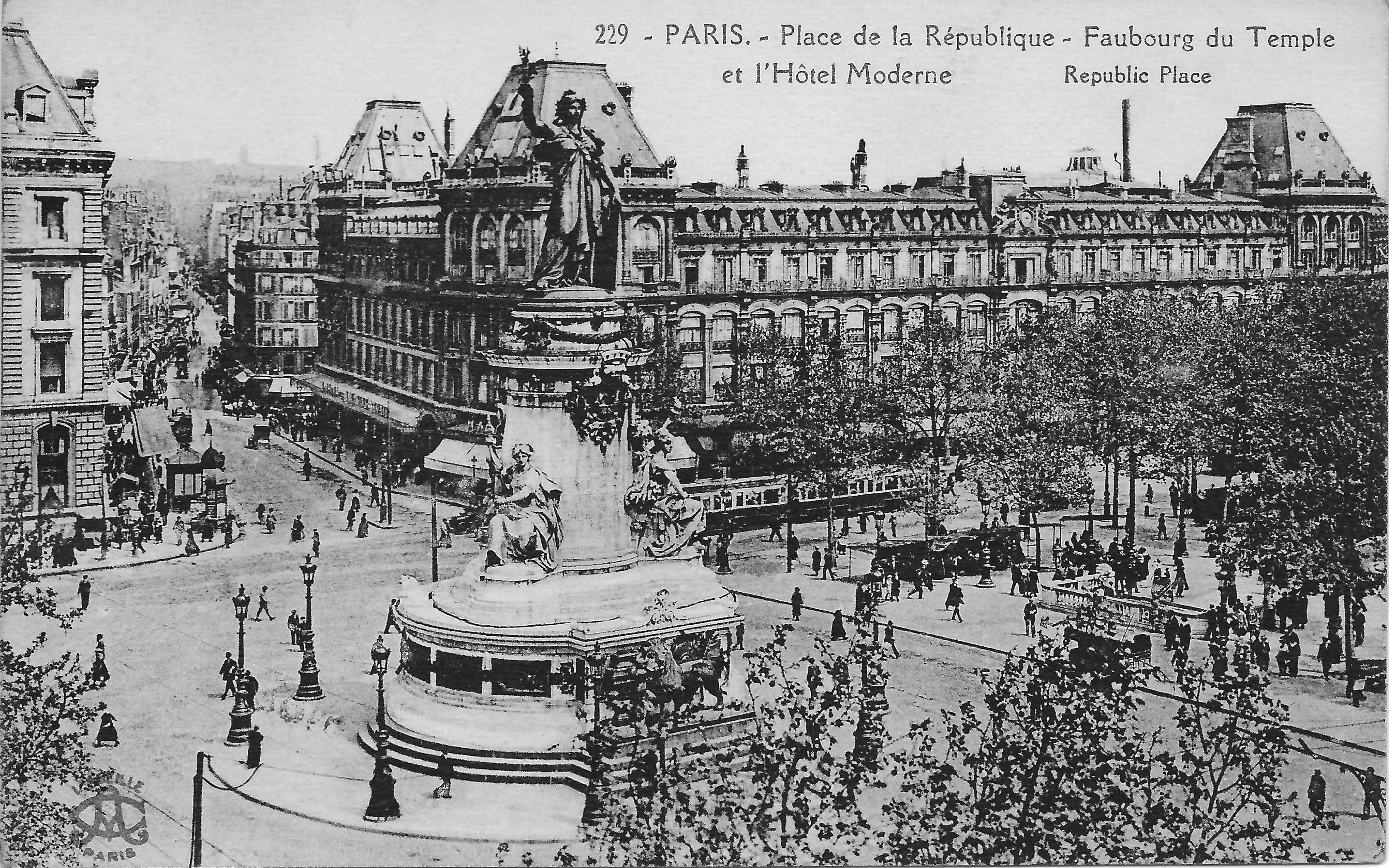
Aspecto da Praça desde a Terceira república, que foi mantido até 2010, ano em que a ilha de trânsito fundiu-se à praça, e o tráfego automobilístico foi erradicado.

Em 1870 instaurou-se a Terceira República Francesa, considerado como o primeiro governo francês de fato republicanista, isto é, o primeiro à por em prática os valores republicanos defendidos desde à Revolução Francesa, mas até então ainda não verdadeira e amplamente instaurados na sociedade Francesa. O período é conhecido como "o momento republicano", isto é, um momento de forte identidade democrática, de laicidade, e do direito à greve. Classificada por historiadores como o "nascimento da França como nação política", o período foi marcado por uma série de reformas sociais, que qualificam o governo da Terceira República como a primeira experiência de governo socialista da história.

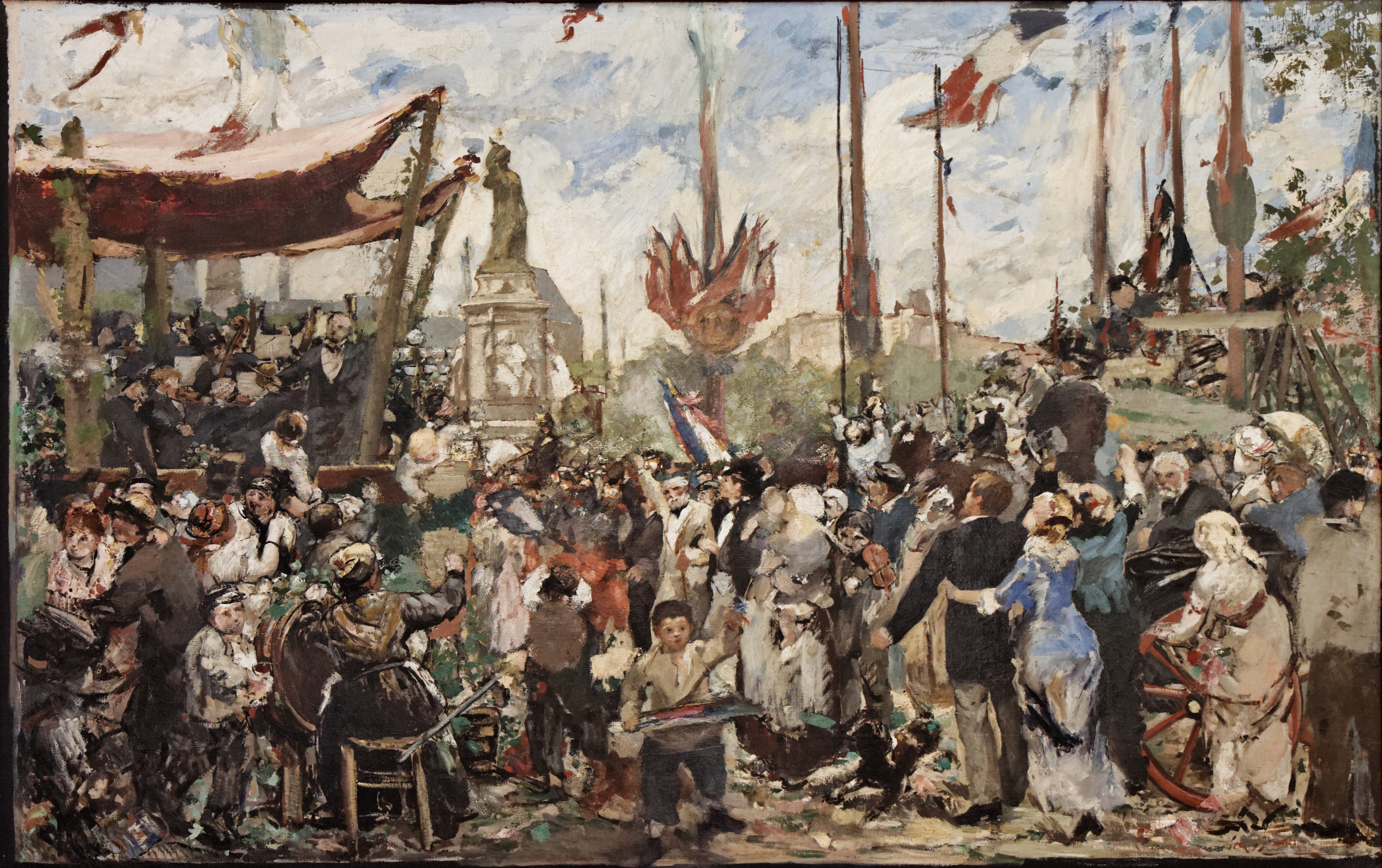
Inauguração do Monumento à República, obra de Alfred Roll, atualmente no Museu do Pétit Palais, 1881.

Os valores do governo da terceira república transparecem também no urbanismo parisiense. O estado resolve por fim reafirmar o caráter popular da praça, estabelecendo-o doravante como local de encontro e recreação para as pessoas do povo. O plano era o de criar um jardim pitoresco em contraste com a monotonia elitista e hegemônica proposta no local pelos regimes anteriores. Porém, o ato mais emblemático desta reforma foi a instauração de um Monumento a República, de grandes dimensões, em 1883, no local onde havia sido instaurada a segunda fonte dos leões durante as reformas de Haussmann. Esta segunda fonte foi desmontada e relocada na Praça Félix Éboué, onde se encontra até hoje, ao lado da estação de metrô de Daumesnil. A escolha da estátua foi feita por concurso público, sendo o modelo vencedor o escolhido para figurar na praça. A estátua ganhadora do segundo lugar no concurso (chamada de "O triunfo da República") por sua vez não foi descartada, tendo sido construída e alojada na Place de la Nation, no leste da cidade, onde ainda está situada
Diversos pontos de Paris haviam sido anteriormente cogitados para abrigar a estátua, mas finalmente decidiu-se pela Praça do Château d'eau, local frequentado, de acordo com o conselho municipal da cidade, por uma "população trabalhadora devotada aos valores da república". O objetivo era o de fazer desta praça um local de oposição à Place de la Concorde e aos demais espaços públicos do "oeste burguês", espaços que, segundo o conselho "só beneficia aos favorecidos pela fortuna, e os ociosos". Seis anos após a inauguração da estátua, a praça tem seu nome finalmente mudado para Place de la République. A Praça possui até hoje uma vocação popular, servindo de cenário para as grandes mobilizações populares da população da capital, sobretudo as de caráter nacionalista que envolvam a defesa dos valores republicanos.
Desde esta reforma, a praça assume a configuração que teria até 2010: o monumento à República instalado como ilha de trânsito no meio de duas porções de jardins, um de cada lado da estátua.

#### Reformas de 2010-2013

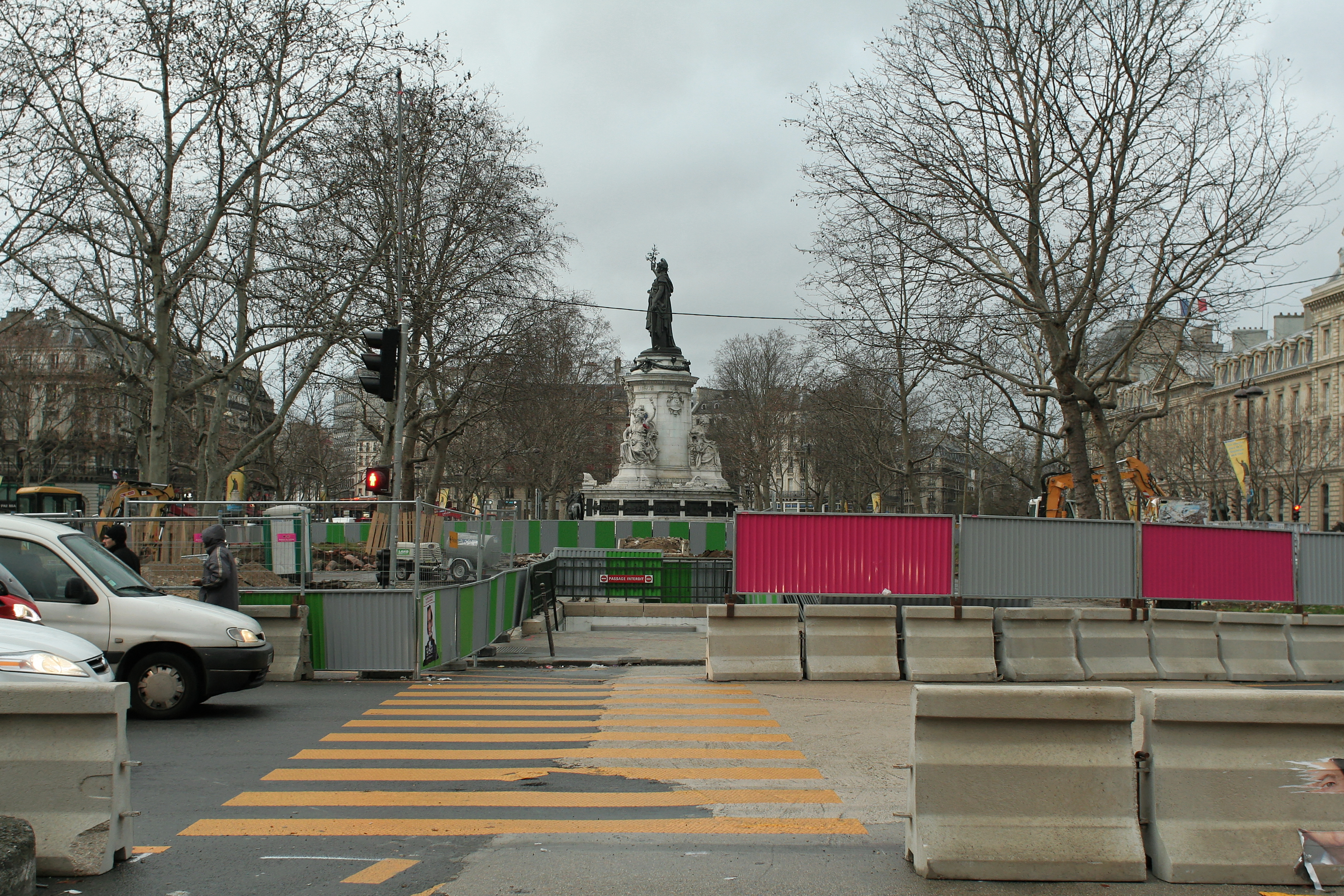
Trabalhos de renovação em 2012

Em 2008 a prefeitura de Paris anuncia um projeto de reurbanização da Praça da República, feito com a participação dos usuários, moradores, comerciantes e metroviários, chamado de Place de la République 2013, onde o ponto principal seria a "melhora da qualidade urbana" da praça, em detrimento da função de circulação de trânsito, que seria erradicada. O objetivo era o de "integrar as novas mobilidades e compartilhar o espaço público". Porém, a revalorização do patrimônio histórico e a "reafirmação do símbolo republicano" foram também colocados como objetivos centrais do projeto. Finalmente, a nova praça deveria, como no projeto inicial da terceira república, cada vez mais "reforçar o convívio entre as pessoas, e se afirmar como local de concentração popular" e de atividades culturais, cívicas e políticas. O plano arquitetural transformou a praça, antes fragmentada em três setores, segundo os projetistas, numa supersuperfície aberta, dedicada ao lazer, aos encontros e aos pedestres.

##### Controvérsias

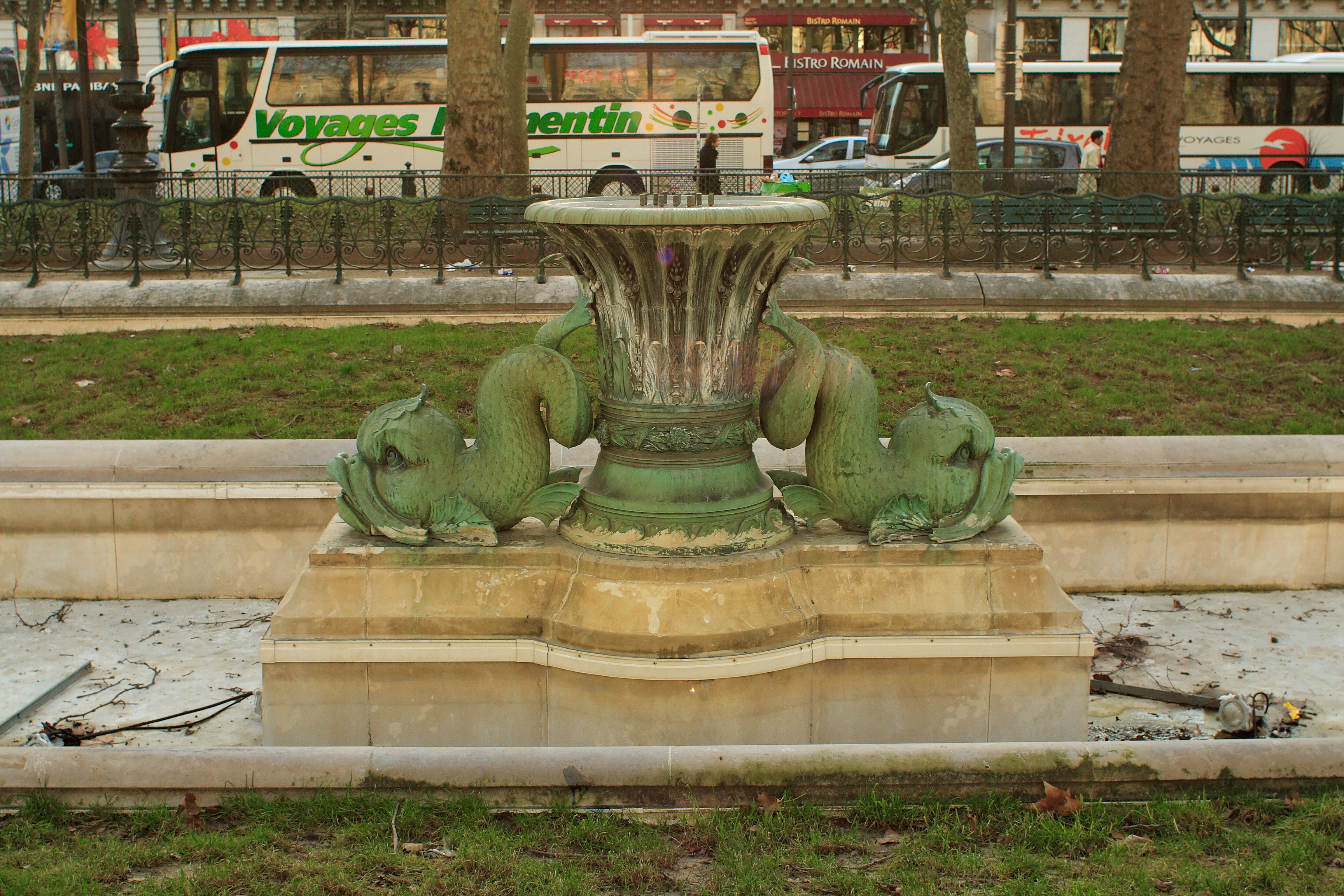
Uma das duas fontes dos golfinhos removidas na reforma de 2010-2013

O resultado final das reformas não fez a unanimidade entre os parisienses. Uma parte julgou a reforma satisfatória, enquanto uma boa parcela indignou-se com as novidades. A renovação foi classificada como "esteticamente banal", pelo jornal Le Figaro, tornando a praça "parecida com um centro de cidade-industrial alemã de segunda categoria". O órgão de imprensa qualificou as reformas como um "erro trágico", "vandalismo oficial" e como um desrespeito à memória histórica do local, instaurando um "modernismo duvidoso" no sítio, além de demonstrar preocupações com o futuro do trânsito na capital após o fechamento da rotunda em torno do Monumento à República. Para completar, temia-se pelo futuro das duas pequenas e tradicionais Fontes dos golfinhos, que foram retiradas do local onde se situavam após muitos anos. Finalmente as fontes foram relocadas para a avenida dos Champs-Élysées, onde foram instaladas nas proximidades da saída da estação de metrô Champs Élysées-Clemenceau, sendo uma instalada no meio de uma bacia d'água na lateral do Grand Palais, e a outra na lateral do Pétit Palais.

##### A Marcha Republicana de Janeiro de 2015
Desde a reabertura da Praça, o local já serviu como sede de diversos eventos culturais e festivos. Entretanto, o evento cívico mais marcante desde então foram as grandes concentrações populares da Marcha Republicana, classificadas como "sem precedentes", e como a maior manifestação da história da França, em resposta aos ataques terroristas na cidade de Paris, em Janeiro de 2015. A marcha se deu em 11 de janeiro de 2015, onde todos os cidadãos da cidade foram convocados para marcar o repúdio ao atentado terrorista na redação do jornal satírico Charlie Hebdo, e à tomada de reféns na Porta de Vincennes, que fizeram 17 mortos. A marcha ficou marcada como expressão de solidariedade às vítimas dos atentados

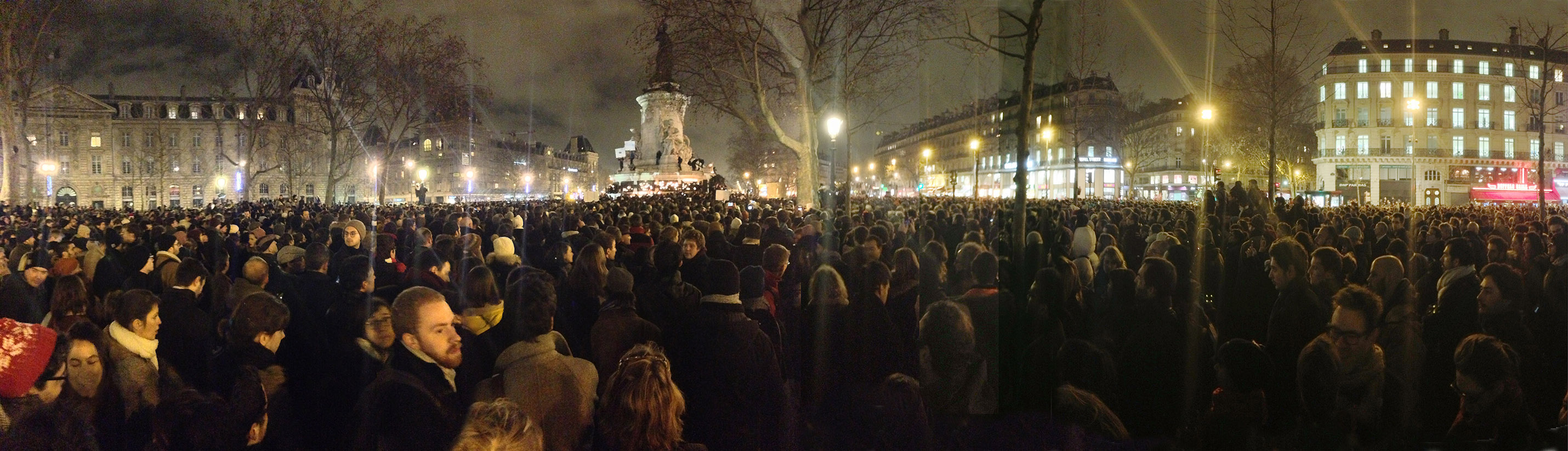
Marcha Republicana de Janeiro 2015, na Praça. Foi considerada a maior mobilização popular da história da França

## O Monumento à República

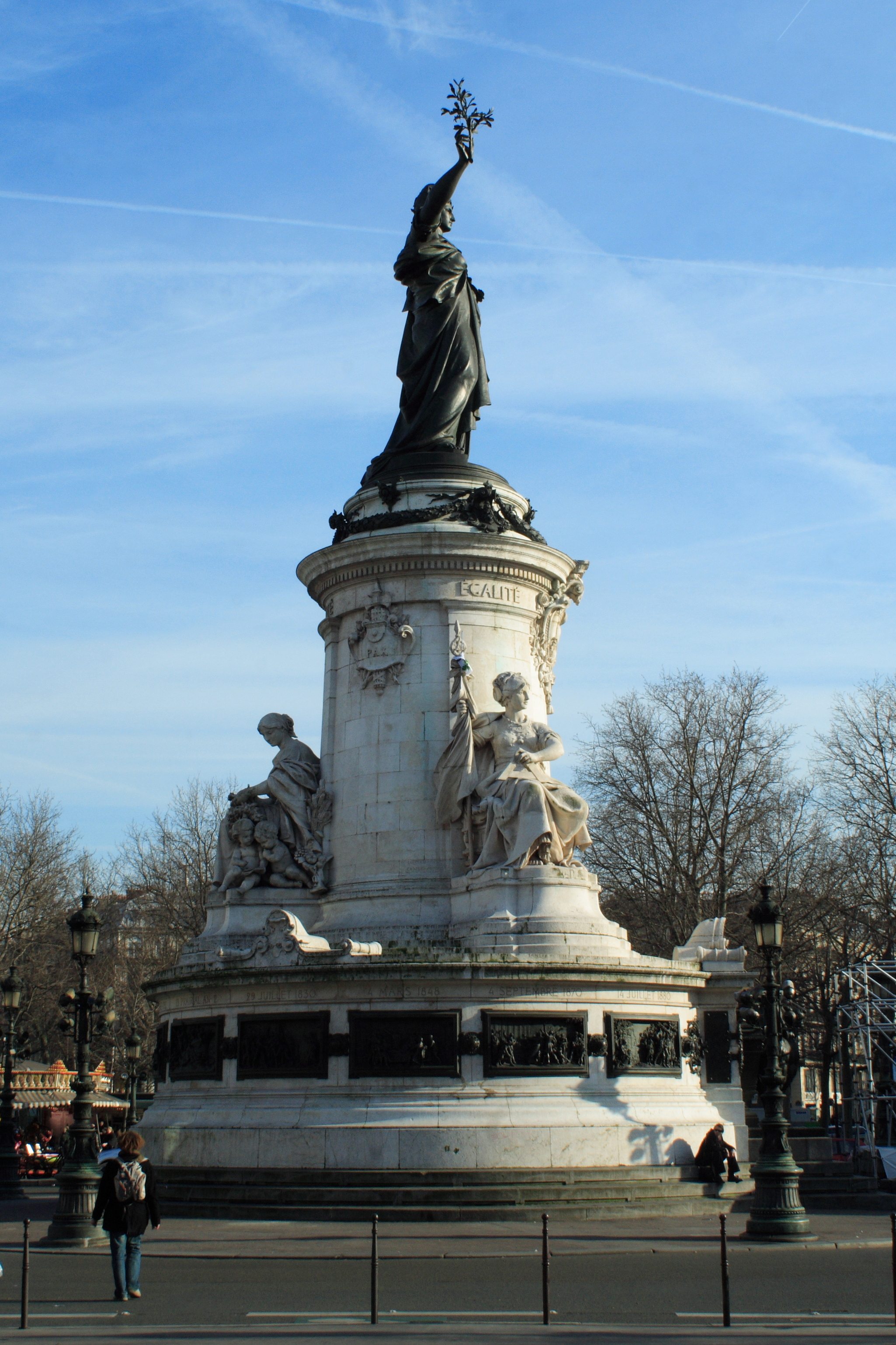
Aspecto do conjunto

O Monumento à República é um conjunto estatuário de grandes dimensões e está localizado no centro da praça. O modelo foi o vencedor do concurso público organizado em 1879, tendo sido projetado pelos irmãos Leopold Morice (estatuário) e Charles Morice (pedestal). Duas cerimônias de inauguração ocorreram em dois 14 de Julho distintos (dia nacional Francês, que comemora a tomada da Bastilha): 1880 para o modelo provisório em gesso, e em 1883 para a versão definitiva em bronze.

### Descrição do Conjunto
O monumento é constituído de três partes distintas: a estátua da República no alto, a coluna/pilastra no meio, e o pedestal na base. A parte principal do monumento é a sua estátua colossal representando uma alegoria da República, também chamada de Marianne na França, alta de 9,50 metros, repousando em uma coluna em pedra de 15 metros de altura, que por sua vez possui três estátuas de representações alegóricas da Liberdade, da Igualdade, e da Fraternidade, valores iluministas profundamente ligados ao ideal republicano. Abaixo da coluna está um pedestal, cujo entorno ostenta um conjunto de 12 auto-relevos em bronze representando datas e eventos marcantes da República Francesa. Neste nível encontra-se ainda da um leão e uma urna eleitoral. O conjunto é rodeado por uma fonte cilíndrica acrescida ao entorno do estatuário em 2013.
A coluna sob à estátua colossal da República é ornada aos pés da estátua com flores e uma guirlanda em bronze. Abaixo da guirlanda, na face frontal do monumento, está o brasão da cidade de Paris, lendo-se abaixo do mesmo, inscrito na coluna "À la gloire de la République Française - La ville de Paris - 1883".

### Estátua da República

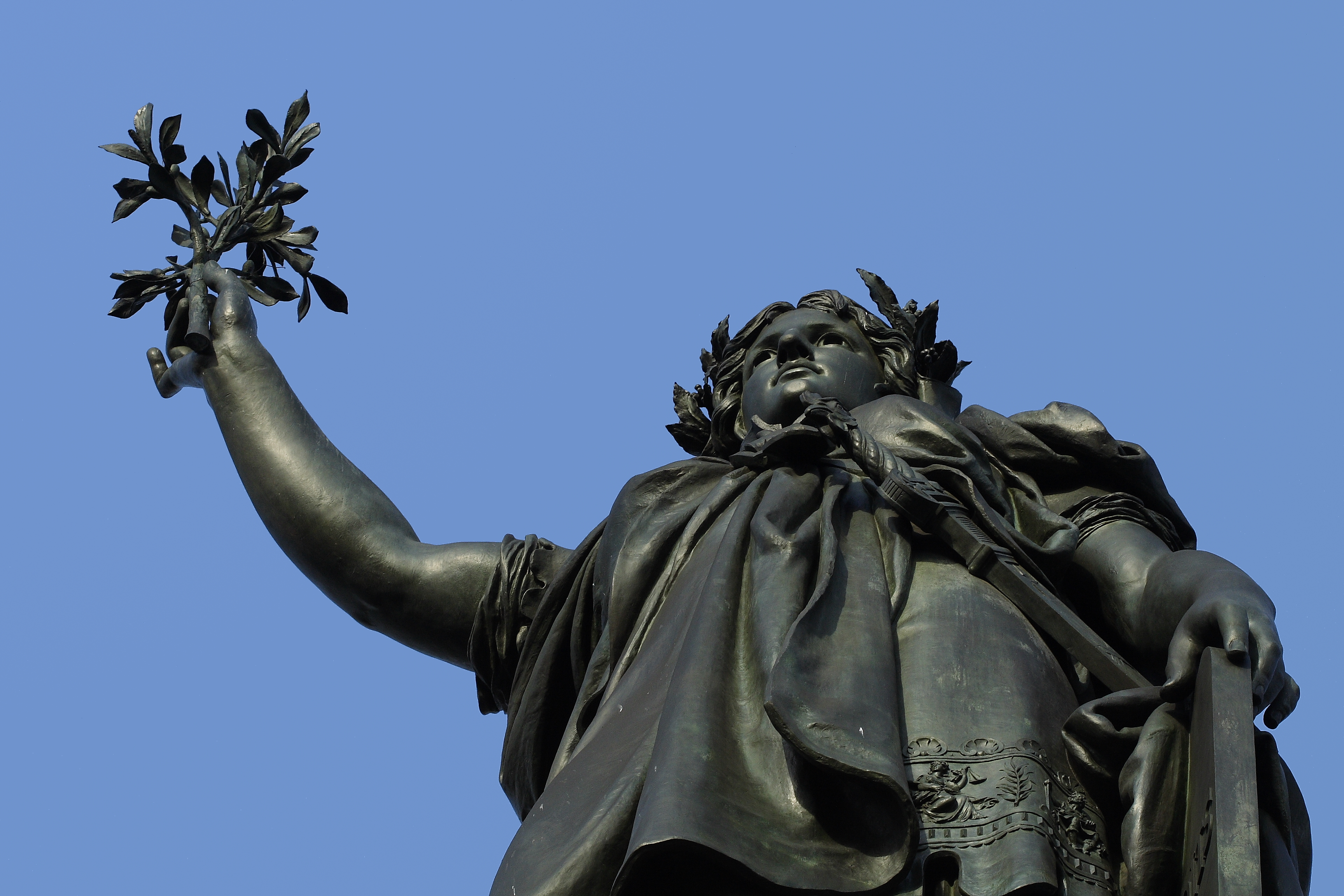
Detalhe da estátua

A estátua ocupa o topo do pedestal, e encontra-se de pé, vestida em uma toga, e carregando um arnês em seu dorso, sob o qual está fixado uma espada, cuja mensagem implícita é "nenhuma liberdade aos inimigos da liberdade". Em sua mão direita a estátua carrega acima de sua cabeça um ramo de olivas, símbolo da paz e da prosperidade. Na mão esquerda repousa uma tábua com a inscrição "direitos do homem" ("Droits de l'Homme" em francês).

A estátua veste na cabeça, ao mesmo tempo uma coroa de louros (símbolo da vitória) e um Barrete Frígio (simbolo da liberdade). Ao princípio, houve uma interdição do governo central francês, de que a estátua fosse representada ostentando o Barrete, por se tratar de um símbolo considerado desagradável pelos moderados de esquerda, pois o mesmo remetia à indumentária dos participantes revolucionários do movimento dos sans-cullotes (1793). Entretanto, o conselho municipal de Paris era composto por uma maioria de radicais de esquerda, e num gesto calculado, insistiu na representação do Barrete, como forma a afirmar sua herança ligada à Comuna de Paris.

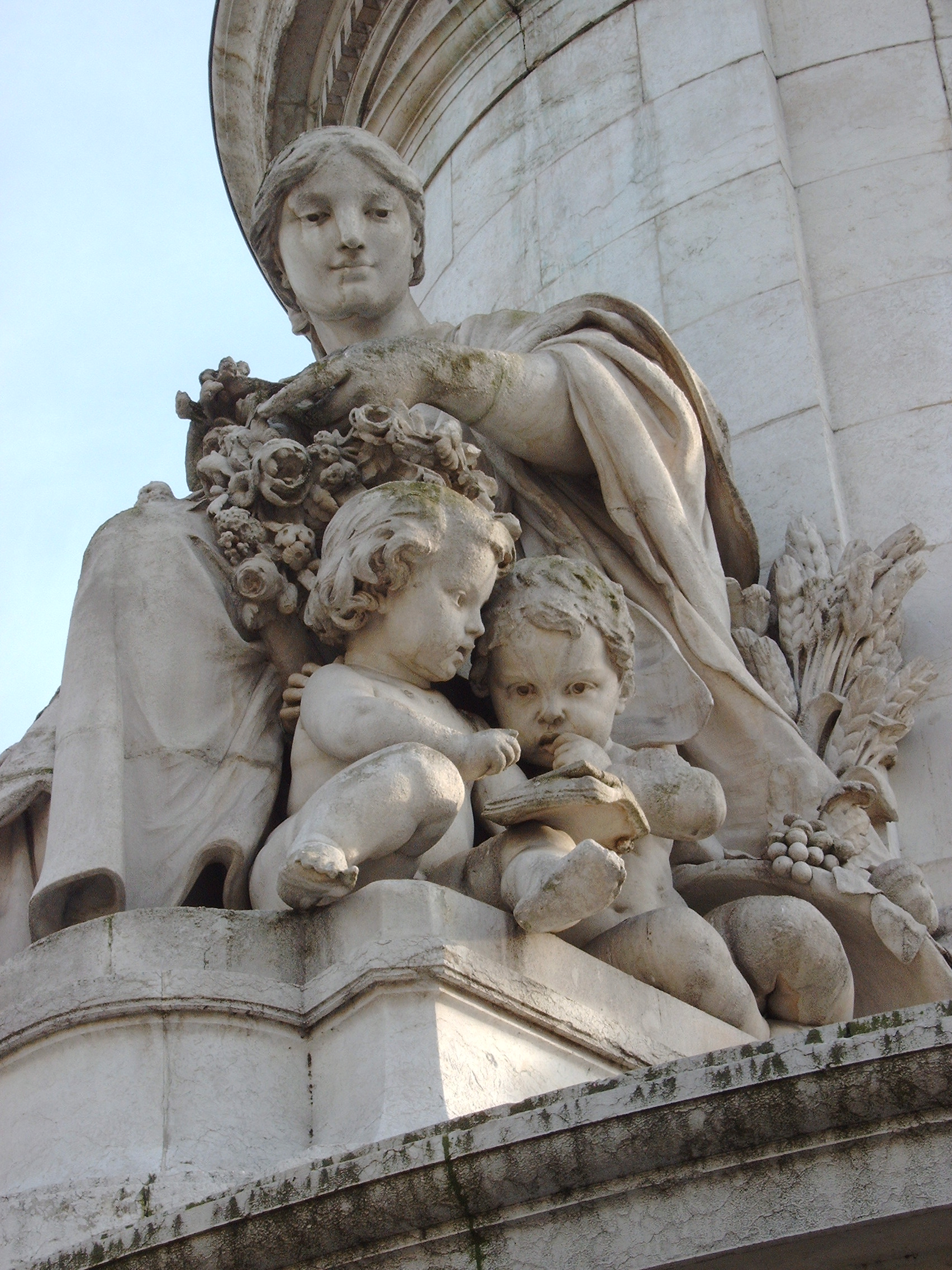
Fraternidade

De uma maneira geral, a representação dos irmãos Morice era propositalmente estática, evitando um gestual vigoroso, ou sinais abertamente radicais, como a nudez parcial. Isso conotava um período de estabilização da república, sem golpes de estado, revoluções ou guerras civis. Mesmo assim, dentro do contexto de 1880, a estátua foi vista como uma figura provocadora a tal ponto que a cerimônia de inauguração foi encarada com apreensão pelo presidente Jules Grévy (ele próprio um reprovador da Comuna) que temia que o símbolo deflagrasse uma erupção de violência.

### Coluna

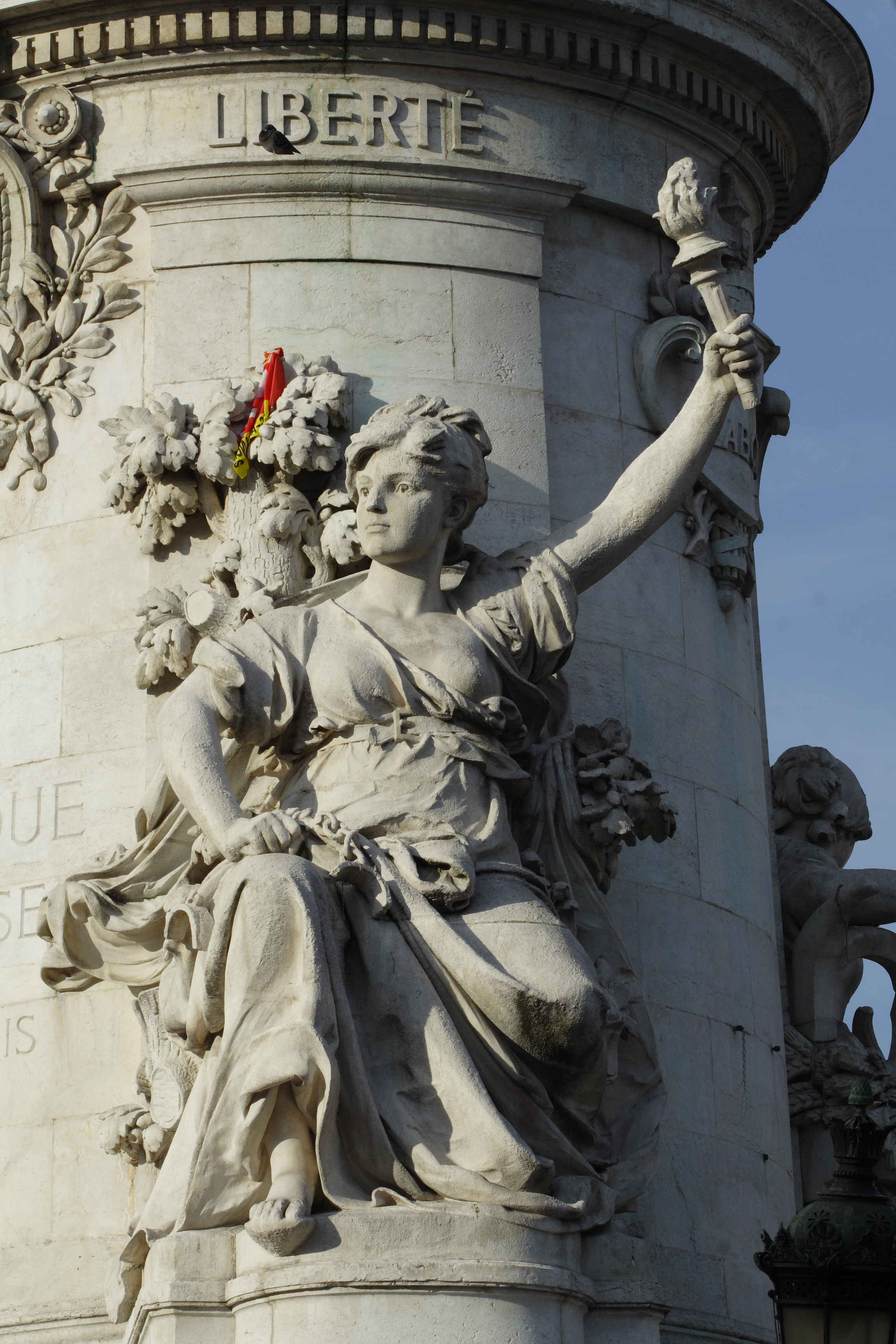
Liberdade

A coluna que sustenta a estátua da Marianne serve também como base de encosto para três estátuas em pedra, cada uma delas alegoria de um termo na divisa republicana: igualdade, liberdade e fraternidade (Liberté, Égalité, Fraternité, mote da República Francesa e ostentado em boa parte dos edifícios públicos do país).
- La Liberté está sentada à esquerda da República. Ela segura uma tocha na mão esquerda, enquanto sua mão direita ostenta uma corrente rompida. Atrás dela um carvalho é esculpido em relevo, na coluna.

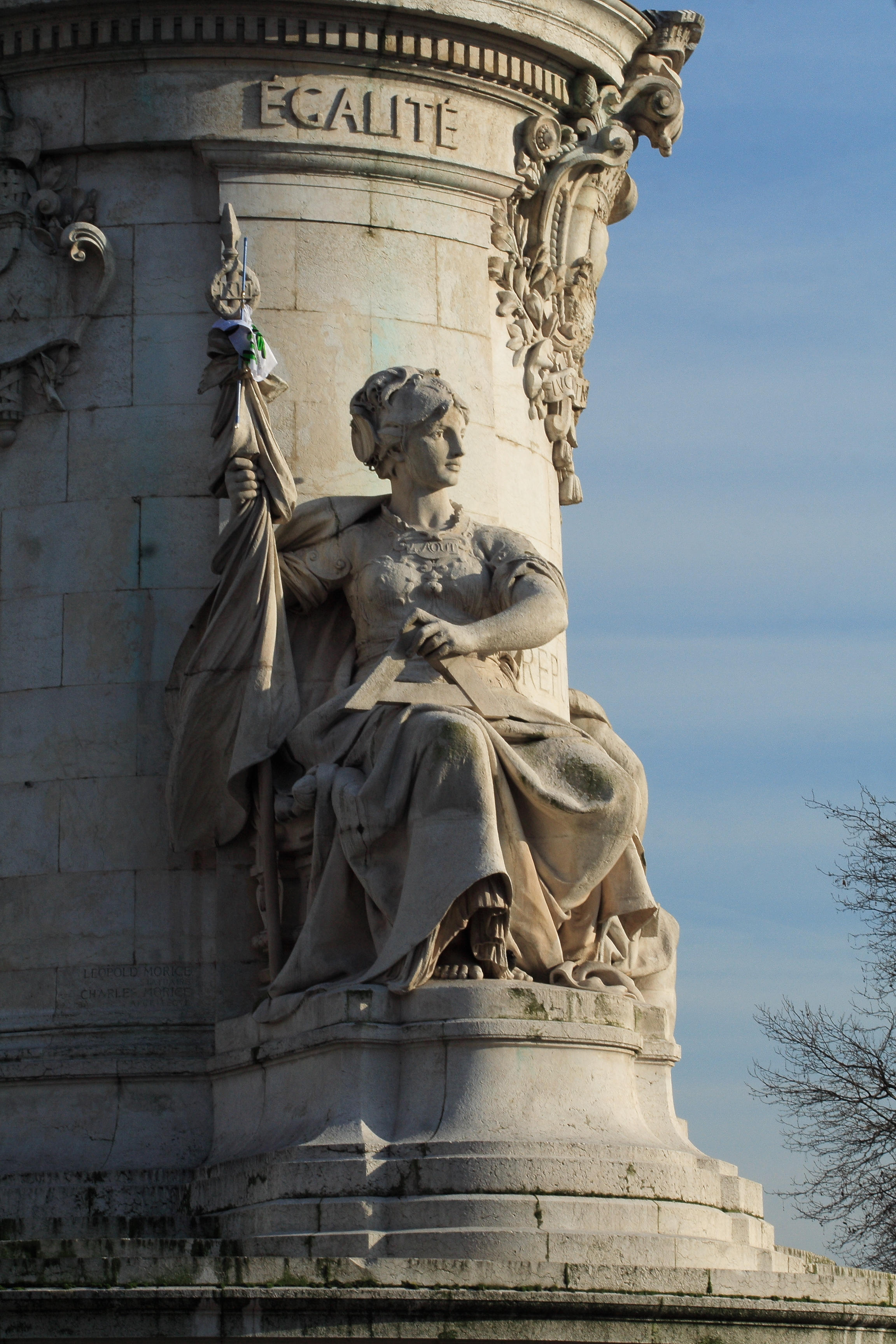
Igualdade

- IgualdadeL'Égalité carrega na mão direita a bandeira republicana, da qual a haste possui as iniciais "R.F.", Republque Française. Na mão esquerda ela segura um esquadro de carpintaria, representando a igualdade.
- La Fraternité é um grupo estatuário, orientado em direção oposta à República. Ela é representada por uma mulher posando seu olhar benigno sobre duas crianças que lêem um livro. Um feixe de trigo e um buquê evocam a abundância.

Dois medalhões com as escrituras "Labor" (trabalho) e "Pax" (paz), ornam a estrutura, se localizando respectivamente entre La Liberté e La Fraternité, e entre La Fraternité e L'Égalité.

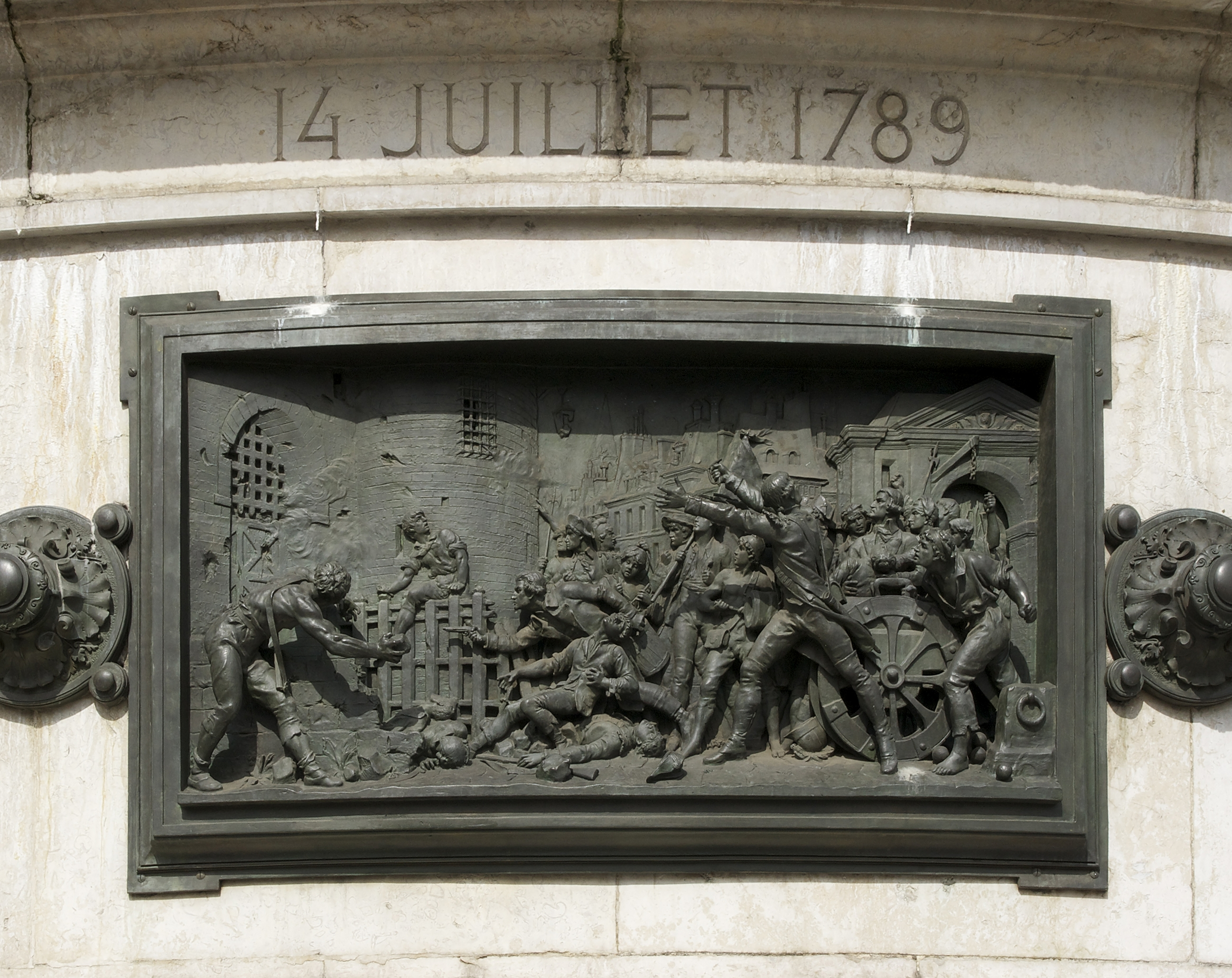
Alto-relevo da Tomada da Bastilha

### Pedestal

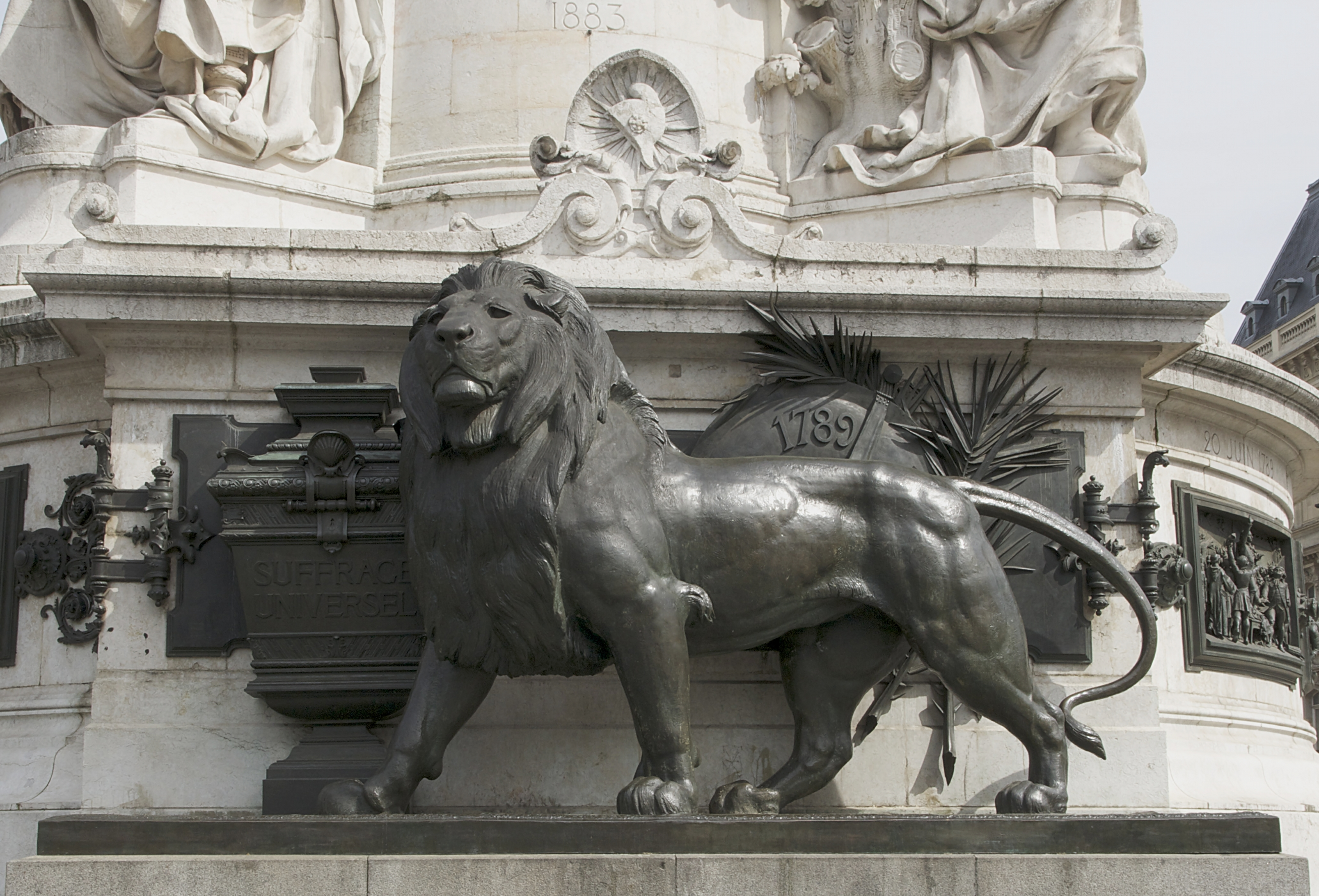
O leão e a urna eleitoral

Abaixo da coluna situa-se o pedestal de pedra, ornado em toda a sua circunferência por doze alto-relevos em bronze, obras de Léopold Morice, ligadas umas às outras através de rosáceas, e dispostas na altura do olhar dos passantes. Estes auto-relevos constituem uma cronologia de eventos marcantes da história da república francesa entre 1789 e 1880, como por exemplo, o Juramento do jogo da péla, a abolição da escravatura, a extinção da monarquia na França, e o mais simbólico de todos, a Tomada da Bastilha. Cada auto-relevo tem exposta acima de si a referida data do evento.
No nível mais próximo do solo está um leão de pé, em estado de alerta felino diante de uma urna eleitoral, representando ao mesmo tempo a força do povo e o seu poder exercido através do sufrágio universal. Para as reformas de 2010-2013, o leão foi removido pela primeira vez de seu lugar, para reparos de manutenção, sendo em seguida re-instalado.

## Galeria

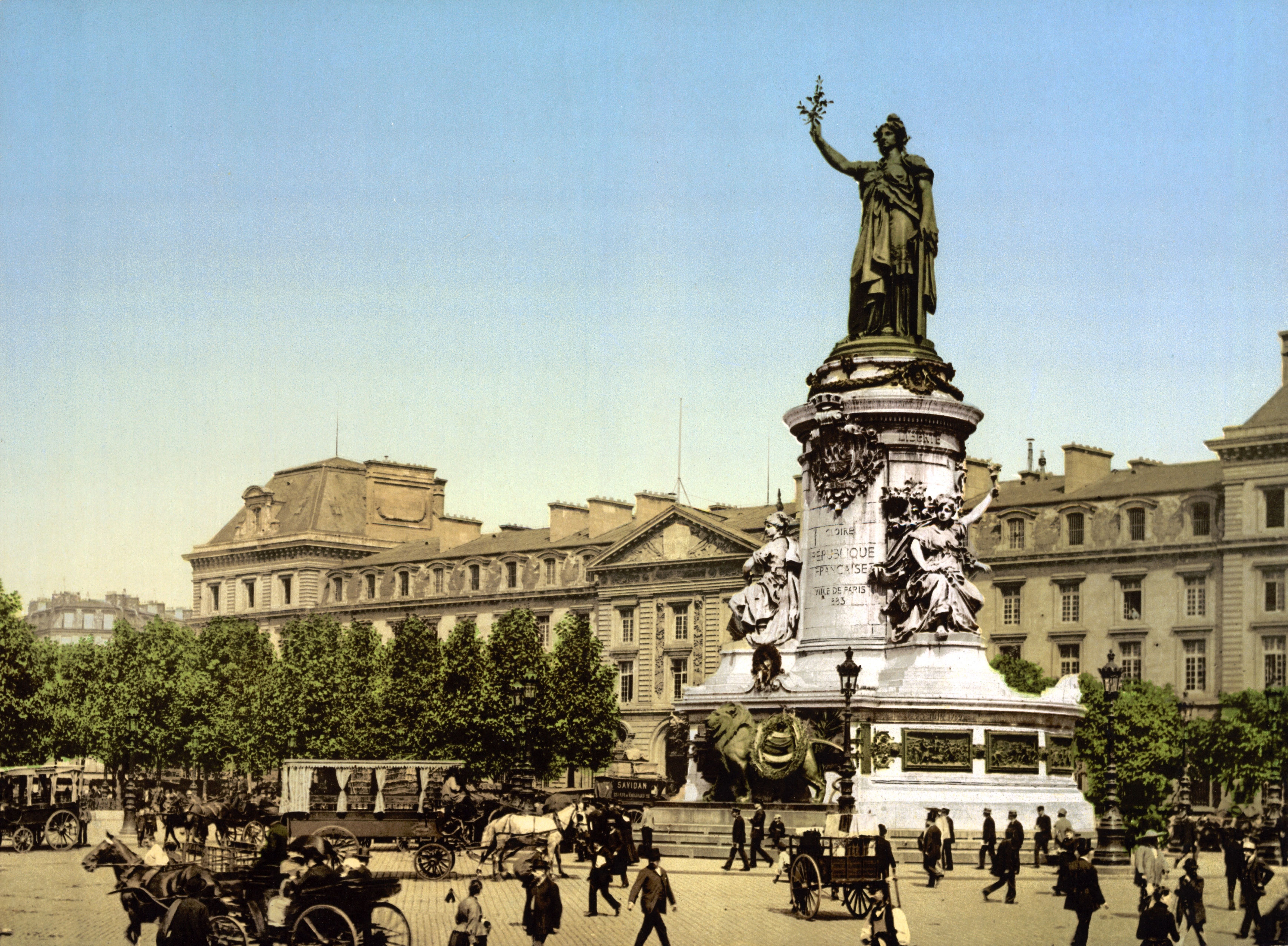
Aspecto da Praça no final do século XIX
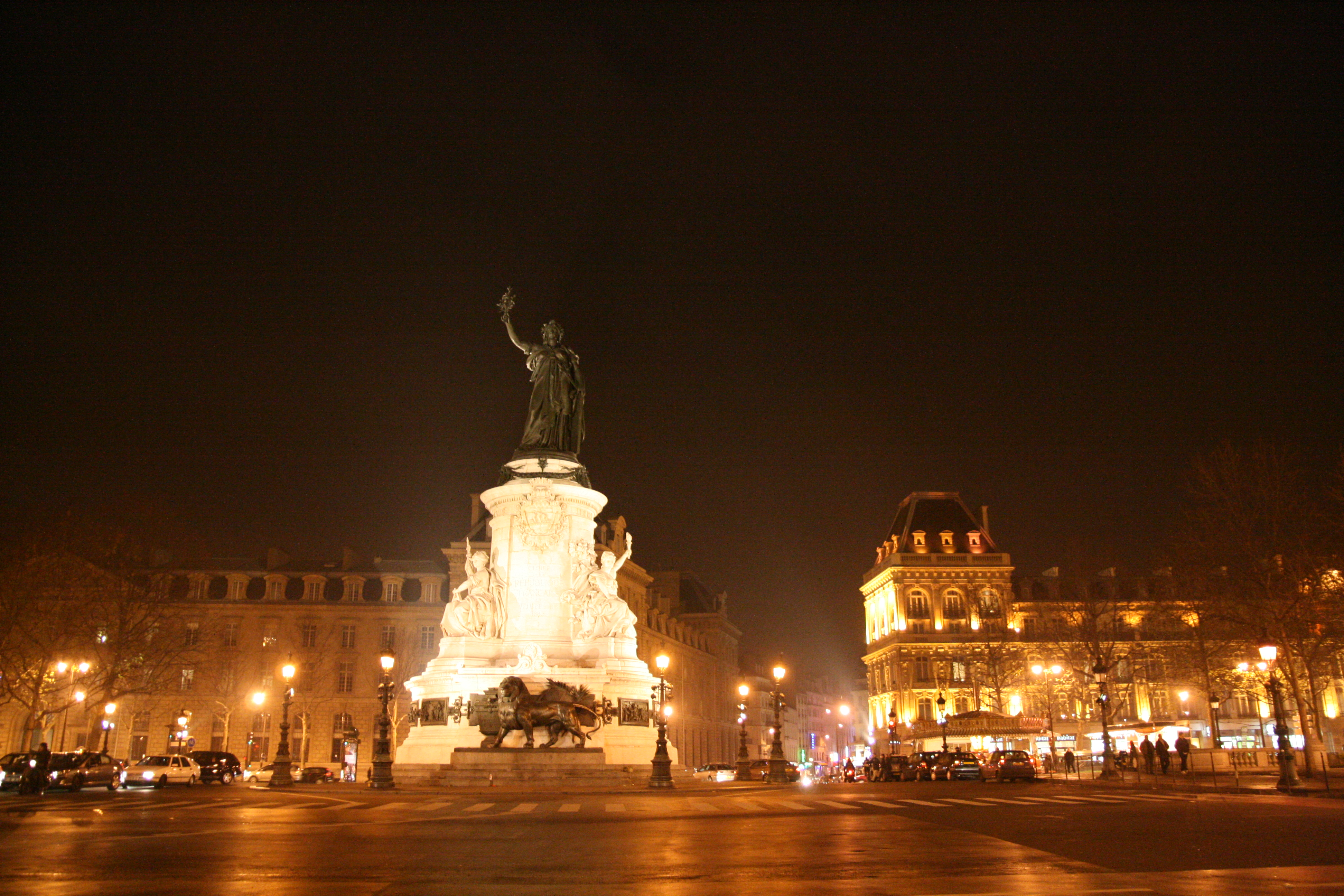
Vista da Praça à noite
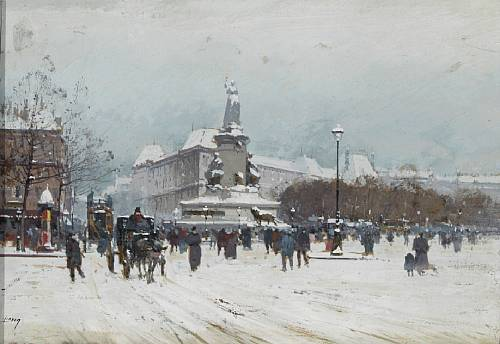
Praça sob a neve, quadro de Eugène Galien, primeira metade do século XX
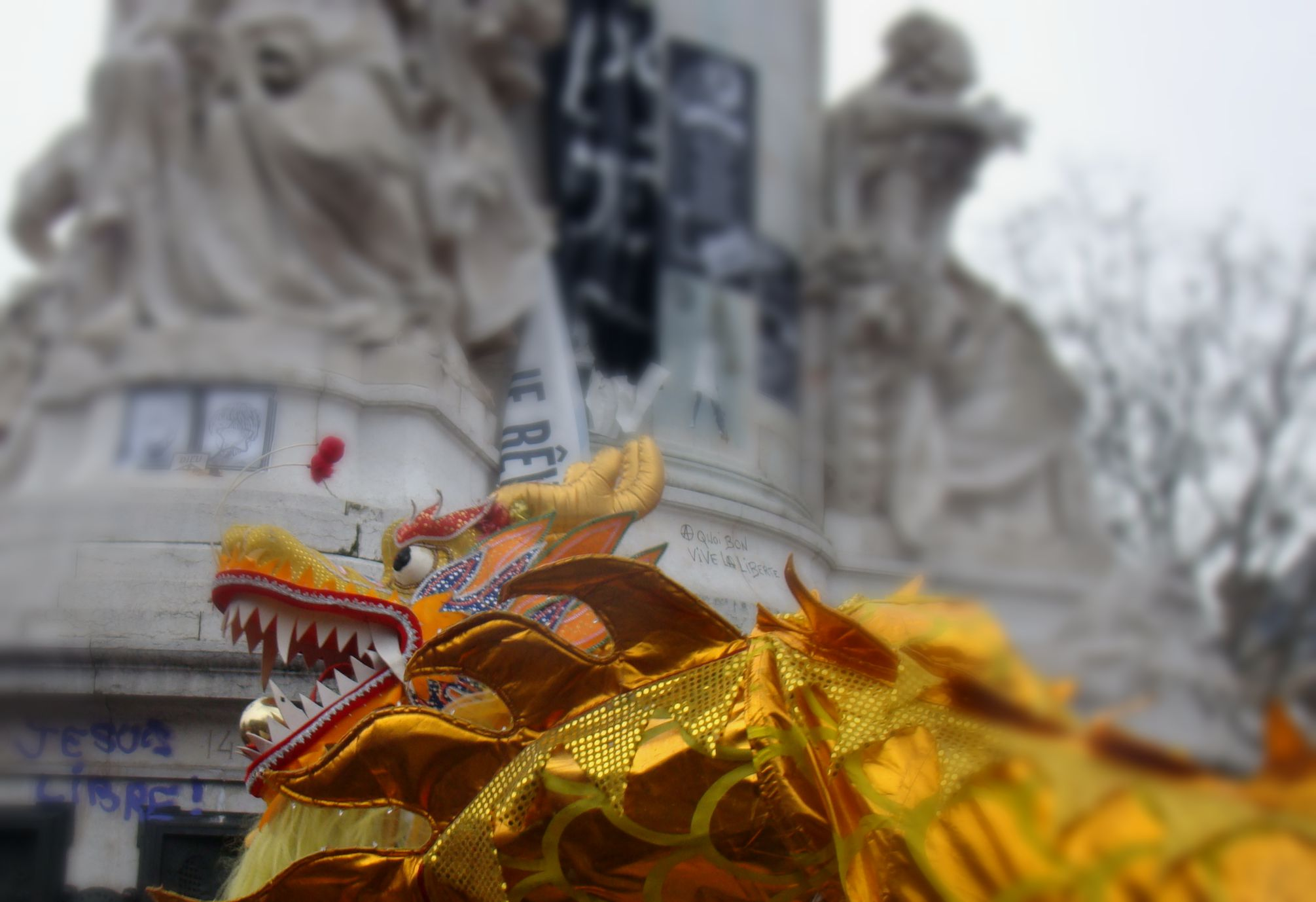
Comemorações do Ano novo chinês em Paris (2015), na praça
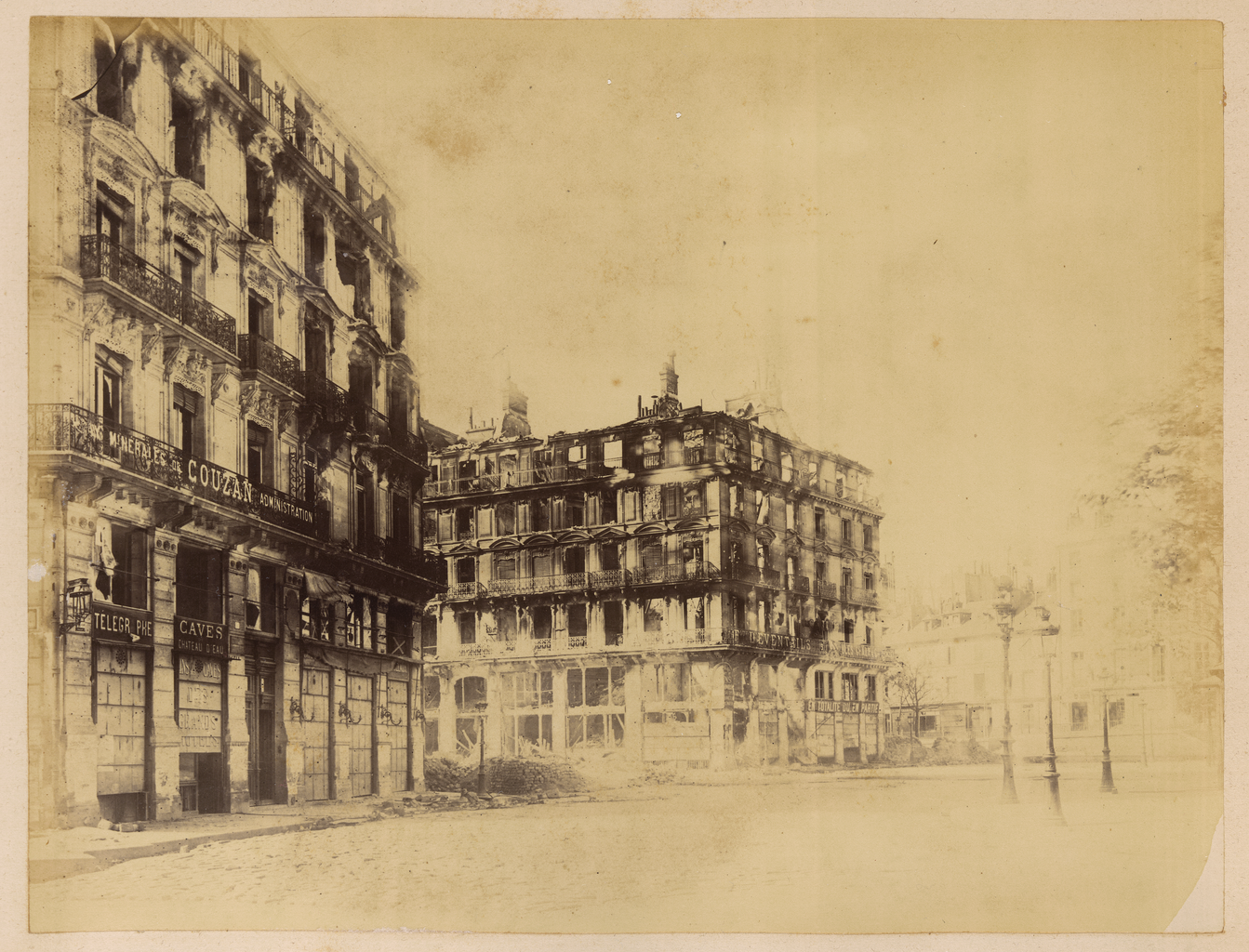
Prédios em tornos da praça queimados durante a Comuna de Paris. Foto que pertencia à coleção particular de D. Pedro II